# Alonneso

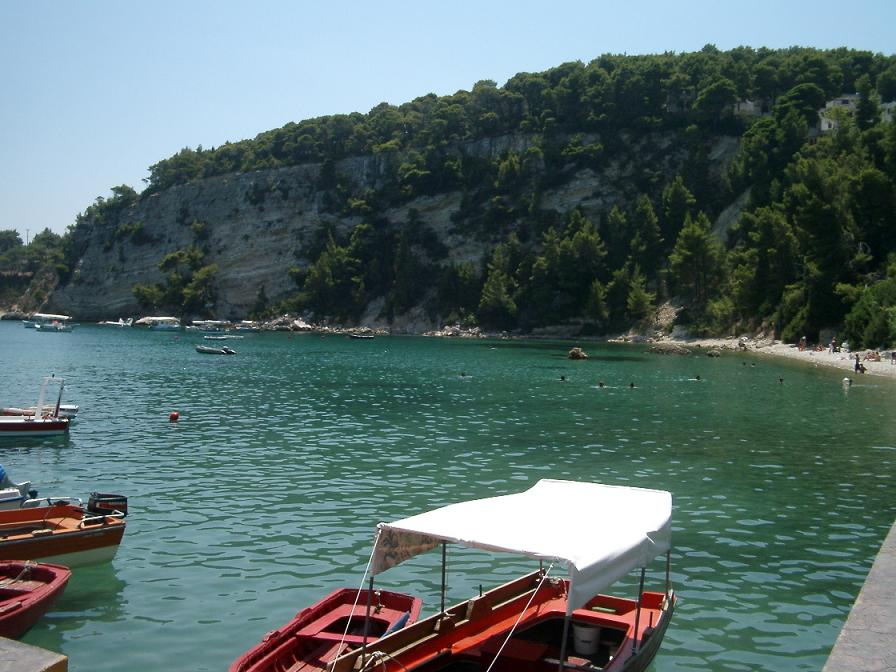
Veduta di Patitiri.

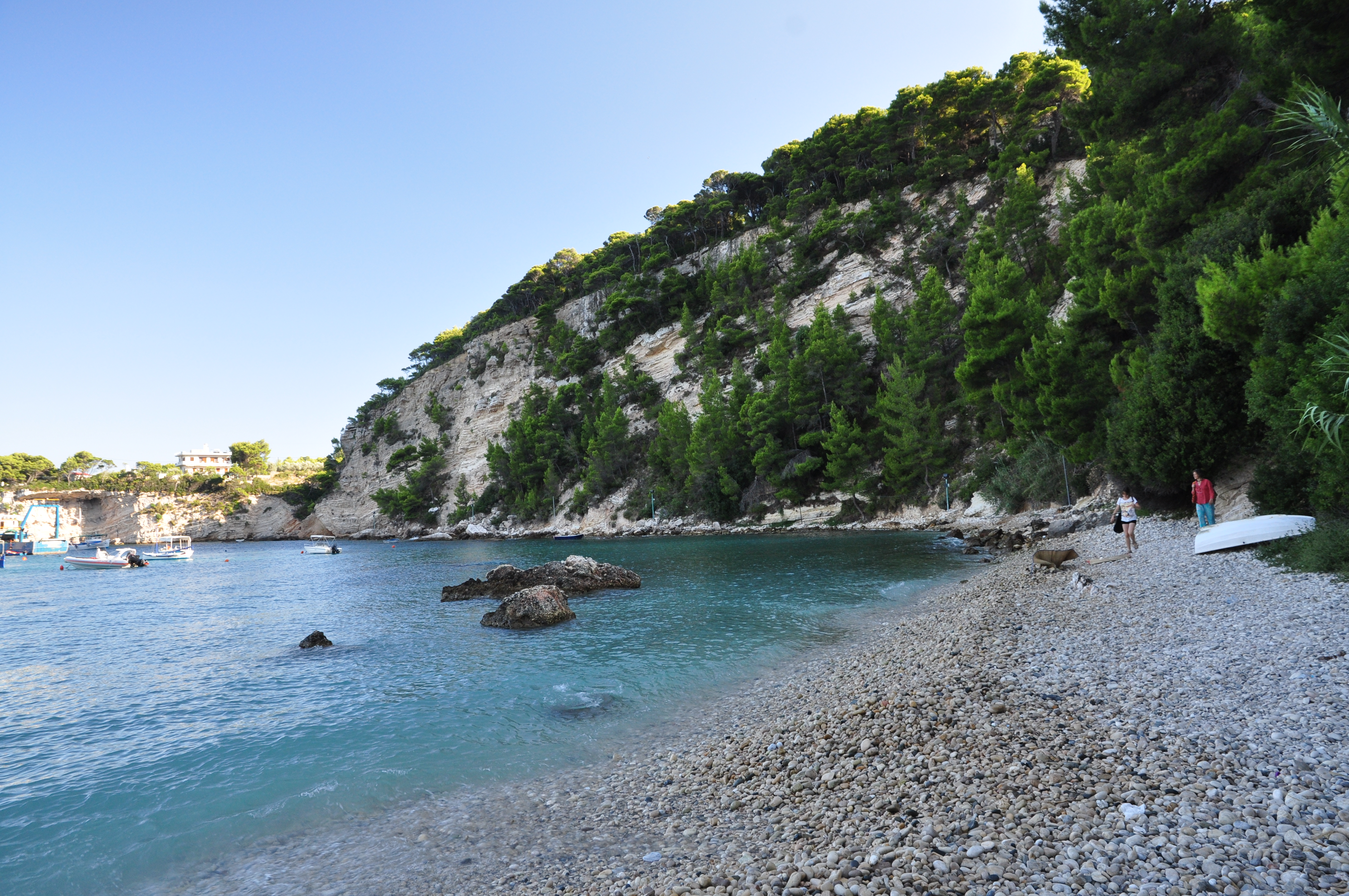
Spiaggia del porto

Alonneso, Alonissos o Chilidromi (in greco Αλόννησος?, Alónnisos), nota nell'antichità come Ico (in greco antico: Ἴκος?, Íkos), è un'isola della Grecia, insieme a Sciato, Scopelo e Sciro fa parte dell'arcipelago delle Sporadi Settentrionali. Ha una superficie di 129 km² e poco più di 2 700 abitanti e fa parte della prefettura della Magnesia (capoluogo Volo).

## Descrizione
È abitata quasi solamente nella parte meridionale, dove esiste anche una modesta rete stradale. È in questa zona che si trova Patitiri, porto e capoluogo dell'isola. Da qui partono numerosi servizi che collegano Alonneso con le vicine isole e la terraferma.
A sette minuti di auto da Patitiri, il villaggio di Rousoum possiede forse la spiaggia più bella e certo la più popolare dell'isola. Qui ci sono diversi locali notturni e case da affittare.
Proseguendo lungo la costa, ecco il villaggio di Votsi, molto tranquillo di giorno e di notte: si ammirano le caratteristiche casette candide con vista mare, arroccate sulle scogliere giallo ocra.
L'antico villaggio di Alonissos, ex capoluogo abbandonato dopo il terremoto del 1965, sorge sulle colline a circa 3 km da Patitiri verso l'interno. 
Steni Vala, piccolo porto di pescatori è a 12 km a nord di Patitiri.

## Il parco naturale
Alonissos si trova all'interno del National Marine Park of Alonissos - Northen Sporades" (NMPA-NS). Primo parco naturale di tutta la Grecia, è stato istituito nel 1992. Esso comprende, oltre ad Alonissos, altre 6 isole (Peristera o Evonymos, Skantzoura, Kyrà Panagìa o Pelagonisi, Ghiura, Psathoura, Piperi) e 22 isolotti disabitati. L'area è divisa in una zona di protezione (zona A), che misura 1597 km², e un'area protetta (zona B), di 678 km².
Skantzoura, Pelagonisi, Ghiura, Psathoura e Piperi rientrano nella prima, dove è consentito nuotare, osservare i fondali, fotografare e filmare, ma non pescare né tanto meno cacciare.
Alonneso, con Peristera, fa invece parte della seconda zona: qui le restrizioni riguardano il campeggio libero e l'accensione dei fuochi.
Non è raro incontrare le tipiche capre selvatiche. Si contano 80 specie di uccelli e 300 di pesci. La roccia che si tuffa ripida nell'acqua, con le sue grotte scavate nel mare, offre alla foca monaca il suo habitat ideale. Il clima è mediterraneo con inverni umidi ed estati secche.

## Popolazione
Dal punto di vista amministrativo l'isola è inclusa nel comune omonimo, che comprende anche diverse isole situate nelle vicinanze. I centri abitati di Alonneso sono i seguenti (tra parentesi i nomi in greco e la popolazione al 2001):
- Ágios Pétros (Άγιος Πέτρος) [2001 census pop: 7]
- Alónissos (Αλόννησος) [173]
- Chrysi Milia (Χρυσή Μηλιά) [35]
- Gérakas (Γέρακας) [24]
- Isiomata (Ισιώματα) [19]
- Kalamákia (Καλαμάκια) [45]
- Marpounta (Μαρπούντα) - abbandonato [0]
- Mourtero (Μουρτερό) [65]
- Patitiri (Πατητήρι) [1 697]
- Steni Vala (Στενή Βάλα) [107]
- Votsi (Βότση) [500]